# Great Ashfield
Great Ashfield är en by och en civil parish i Mid Suffolk i Suffolk i England. Orten har 324 invånare (2001). Den har en kyrka.